# Киттель, Отто
Отто Киттель (нем. Otto Kittel; 21 февраля 1917 — 14 февраля 1945) — германский лётчик-ас, истребитель, участник Второй мировой войны. Совершил 583 боевых вылета, одержал 267 побед, что является четвёртым результатом в истории. Рекордсмен Люфтваффе по количеству сбитых штурмовиков Ил-2 — 94.
Первую победу одержал 24 июня 1941 года. Поначалу летал на самолёте Bf 109 F, с мая 1942 года — на FW-190A. Дважды был сбит. Погиб 14 февраля 1945 года при атаке советского штурмовика Ил-2. Сбитый ответным огнём стрелка, самолёт Киттеля Fw 190A-8 (заводской номер 690 282) упал в болотистой местности в расположении советских войск и взорвался. Пилот не воспользовался парашютом, так как скончался ещё в воздухе.
Награды:
| Дата            | Количество побед | Награда                            |
| --------------- | ---------------- | ---------------------------------- |
| 21 декабря 1942 | 21               | Почётный Кубок Люфтваффе           |
| 18 марта 1943   | 47               | Германский крест в золоте          |
| 29 октября 1943 | 123              | Рыцарский крест                    |
| 14 апреля 1944  | 152              | Дубовые Листья к Рыцарскому кресту |
| 25 ноября 1944  | 230              | Мечи к Рыцарскому кресту           |